# Aribba (somatophylax)
Aribba (in greco antico: Ἀρύββας?, Arybbas; ... – Egitto, 331 a.C.) è stato un militare macedone antico, uno dei sette somatophylakes, le guardie del corpo di Alessandro Magno.

## Biografia
Guardia del corpo del re macedone fin dalla sua incoronazione nel 336 a.C., Aribba seguì Alessandro nella spedizione in Asia, nel corso della quale morì nell'inverno del 332-331 a.C. in Egitto per una malattia.
Fu sostituito nell'incarico da Leonnato, già guardia del corpo di Filippo II, padre e predecessore di Alessandro.